# Vokeo
Vokeo, auch Wogeo, früher Roissy-Insel genannt, ist eine kleine Insel des südpazifischen Inselstaates Papua-Neuguinea. 
Die fast kreisrunde, gebirgige Insel mit einer Landfläche von 16 km² und einer höchsten Erhebung von 621 m bildet das westlichste Glied der Kette der Le-Maire-Inseln. Sie liegt rund 52 km vor der Nordostküste von Neuguinea und zählt heute politisch zur Provinz East Sepik.
Die Insel wurde um 1616 von den Holländern Schouten und Le Maire entdeckt.
Auf Vokeo leben etwa 900 Menschen in 19 über den gesamten Küstenstreifen verteilten Dörfern (Stand: 2000). Größtes Dorf ist Baijor nahe der Nordspitze der Insel, mit 93 Einwohnern.